# Franz von Glasenapp (Landrat)
Franz von Glasenapp (* um 1680; † 1737) war ein preußischer Landrat im vorpommerschen Kreis Demmin-Treptow.
Er besuchte 1688 das Thorner Gymnasium und 1698 die Universität Rostock. Er war bereits Commissarius im Kreis Demmin-Treptow, als er 1712 von Joachim Friedrich von Podewils die Güter Barkow, Leussin, Zarrenthin, Klinkenberg und Kruckow übernahm. 1716 erwarb er für 10.000 Taler von Philipp Erdmann von Parsenow das Gut Bentzin. Franz von Glasenapp wurde später Landrat im Demmin-Treptower Kreis.
Aus seiner Ehe mit Esther Dorothea von Podewils entstammten sechs Söhne, darunter
- Franz Christian (1712–1771), Hofgerichtsrat in Köslin, Landrat und Kreisdirektor im Kreis Schlawe und Pollnow
- Peter (1713–1787), Landrat im Demmin-Treptower Kreis